# كأس التضامن الآسيوي 2016
كانت كأس التضامن الآسيوي 2016 هي النسخة الافتتاحية من كأس التضامن الآسيوي. جرت النسخة بين 2-15 نوفمبر 2016 في ماليزيا، في كوتشينغ على ملعب سراوق وملعب ولاية سراوق. أنشئت البطولة من قبل الاتحاد الآسيوي لكرة القدم كبديل لكأس التحدي الآسيوي الذي أقيم للمرة الأخيرة في عام 2014.
كان هناك تسعة فرق مؤهلة للتنافس في هذه النسخة من البطولة. تأهلت ستة منتخبات للمنافسة بعد خسارتها في الجولة الأولى من تصفيات كأس العالم 2018، فيما تأهلت ثلاثة منتخبات أخرى للمنافسة بعد خسارتها في الجولة الثانية من تصفيات كأس آسيا 2019. تنافست سبعة فرق فقط في البطولة بعد انسحاب باكستان وبنغلاديش.

## منتخبات المؤهلة
تأهلت المنتخبات الستة التالية بعد خسارتها في الجولة الأولى من تصفيات كأس العالم 2018:
- بروناي
- ماكاو
- منغوليا
- نيبال
- باكستان
- سريلانكا

تأهلت الفرق الثلاثة التالية بعد خسارتها في الجولة الثانية من تصفيات كأس آسيا 2019:
- لاوس
- بنغلاديش
- تيمور الشرقية

## القرعة
أجري السحب في 8 سبتمبر 2016، الساعة 15:00 بتوقيت ماليزيا (ت ع م+08:00)، في مقر الاتحاد الآسيوي لكرة القدم في كوالالمبور، ماليزيا.
استندت التصنيفات إلى تصنيف الفيفا في أغسطس 2016. أجريت القرعة قبل الجولة الثانية من التصفيات المؤهلة لكأس آسيا 2019، حيث كانت الفرق الخاسرة في الجولة الثانية مجهولة وكذلك عدد الفرق.
| مؤهل باعتباره                                       | وعاء   | الفريق        | تصنيف فيفا العالمي |
| --------------------------------------------------- | ------ | ------------- | ------------------ |
| الخاسرين في الجولة الأولى من تصفيات كأس العالم 2018 | وعاء 1 | نيبال         | 188                |
| الخاسرين في الجولة الأولى من تصفيات كأس العالم 2018 | وعاء 1 | سريلانكا      | 193                |
| الخاسرين في الجولة الأولى من تصفيات كأس العالم 2018 | وعاء 2 | باكستان       | 194                |
| الخاسرين في الجولة الأولى من تصفيات كأس العالم 2018 | وعاء 2 | ماكاو         | 195                |
| الخاسرين في الجولة الأولى من تصفيات كأس العالم 2018 | وعاء 3 | بروناي        | 198                |
| الخاسرين في الجولة الأولى من تصفيات كأس العالم 2018 | وعاء 3 | منغوليا       | 202                |
| الخاسرين في الجولة الثانية من تصفيات كأس آسيا 2019  | وعاء 4 | لاوس          | 177                |
| الخاسرين في الجولة الثانية من تصفيات كأس آسيا 2019  | وعاء 4 | بنغلاديش      | 183                |
| الخاسرين في الجولة الثانية من تصفيات كأس آسيا 2019  | وعاء 4 | تيمور الشرقية | 186                |

ملاحظات
1. ↑  انسحبت باكستان بعد التعادل.[8]
2. ↑  نظرًا لأن بوتان لم تعرب عن اهتمامها بالمشاركة في البطولة قبل القرعة، لضمان أن يكون لدى كلتا المجموعتين ما لا يقل عن أربعة فرق وضع الخاسر في المباراة النهائية 2.2 إلى المركز الخامس في المجموعة أ.[7] انسحبت بنغلاديش بعد الخسارة في الجولة الفاصلة.[4]

## الفريق
يجب على كل اتحاد وطني تقديم قائمة من 18 إلى 23 لاعب، ويجب أن يكون ثلاثة من هؤلاء اللاعبين حراس مرمى.

## مرحلة المجموعات
تأهل أفضل فريقين من كل مجموعة إلى الدور ربع النهائي. في حال تعادل فريقين أو أكثر بالنقاط بعد انتهاء مباريات المجموعة، تطبق المعايير التالية لتحديد المراتب.
1. أكبر عدد من النقاط التي تم إحرازها في مباريات المجموعة بين الفرق المعنية؛
2. فارق الأهداف الناتج عن مباريات المجموعة بين الفرق المعنية؛
3. أكبر عدد من الأهداف المسجلة في مباريات المجموعة بين الفرق المعنية؛
4. فارق الأهداف في جميع مباريات المجموعة؛
5. أكبر عدد من الأهداف المسجلة في كل مباريات المجموعة؛
6. ركلات الجزاء الترجيحية إذا كان التعادل بين فريقين فقط وعلى أرض الملعب؛
7. أقل نتيجة محتسبة وفقاً لعدد البطاقات الصفراء والحمراء التي تلقاها الفريق في مباريات المجموعة؛
8. سحب القرعة.

جميع الأوقات حسب التوقيت المحلي (ت ع م+8:00).

### المجموعة أ
| م | الفريق            | لعب | ف | ت | خ | أ.له | أ.ع | أ.ف | نقاط | التأهل              |
| - | ----------------- | --- | - | - | - | ---- | --- | --- | ---- | ------------------- |
| 1 | نيبال (Q)         | 2   | 1 | 1 | 0 | 3    | 0   | +3  | 4    | نصف النهائي         |
| 2 | بروناي (Q)        | 2   | 1 | 0 | 1 | 4    | 3   | +1  | 3    | نصف النهائي         |
| 3 | تيمور الشرقية (E) | 2   | 0 | 1 | 1 | 0    | 4   | −4  | 1    | خروج من دور مجموعات |
| 4 | بنغلاديش          | 0   | 0 | 0 | 0 | 0    | 0   | 0   | 0    | انسحب               |
| 5 | باكستان           | 0   | 0 | 0 | 0 | 0    | 0   | 0   | 0    | انسحب               |

| بروناي                                                    | 4–0   | تيمور الشرقية |
| --------------------------------------------------------- | ----- | ------------- |
| ازوان علي 63'، 69' · محمد شاه رازين 71' · آدي بن سعيد 80' | تقرير |               |

| تيمور الشرقية | 0-0   | نيبال |
| ------------- | ----- | ----- |
|               | تقرير |       |

| نيبال                                                                 | 0-3   | بروناي |
| --------------------------------------------------------------------- | ----- | ------ |
| ناوايوغ شريسثا 2+45' · بهارات خاواس 72' · بيمال ماغار 80' (ضربة جزاء) | تقرير |        |

### المجموعة 2
| م | الفريق       | لعب | ف | ت | خ | أ.له | أ.ع | أ.ف | نقاط | التأهل              |
| - | ------------ | --- | - | - | - | ---- | --- | --- | ---- | ------------------- |
| 1 | ماكاو (Q)    | 3   | 2 | 1 | 0 | 7    | 3   | +4  | 7    | نصف النهائي         |
| 2 | لاوس (Q)     | 3   | 2 | 0 | 1 | 6    | 5   | +1  | 6    | نصف النهائي         |
| 3 | منغوليا (E)  | 3   | 1 | 0 | 2 | 3    | 5   | −2  | 3    | خروج من دور مجموعات |
| 4 | سريلانكا (E) | 3   | 0 | 1 | 2 | 2    | 5   | −3  | 1    | خروج من دور مجموعات |

| سريلانكا              | 1–2   | لاوس                                       |
| --------------------- | ----- | ------------------------------------------ |
| اسيكور الاوادين 90+3' | تقرير | موكدا سوكسافاث 58' · كامفان سونثانالاي 83' |

| ماكاو                  | 2–1   | منغوليا                 |
| ---------------------- | ----- | ----------------------- |
| نيكولاس تاراو 14'، 75' | تقرير | توغولدور مونك اردين 29' |

| لاوس                   | 4-1   | ماكاو                                                              |
| ---------------------- | ----- | ------------------------------------------------------------------ |
| أحرز كامفان ليثيديث 3' | تقرير | لاو باك كين 21' · ليونغ كا هانغ 67' · نيكولاس ماريو تاراو 79'، 87' |

| منغوليا                                                 | 0-2   | سريلانكا |
| ------------------------------------------------------- | ----- | -------- |
| نارابالدو نيام-اوسور 50' (ضربة جزاء.)، 66' (ضربة جزاء.) | تقرير |          |

| سريلانكا         | 1-1   | ماكاو            |
| ---------------- | ----- | ---------------- |
| كافيندو ايشان 5' | تقرير | تشوي وينغ هو 80' |

| منغوليا | 3-0   | لاوس                                                                                  |
| ------- | ----- | ------------------------------------------------------------------------------------- |
|         | تقرير | سيثيديث كانثافونغ 7'، ضربة جزاء' · كوانتا سيفاونغثونغ 21' · زياسونغكام تشامباثونغ 83' |

## دور خروج المغلوب
|  | النصف النهائي  | النصف النهائي  |   |                | النهائي        | النهائي |  |
|  |                |                |   |                |                |         |  |
|  | 12 نوفمبر 2016 |                |   |                |                |         |  |
|  | نيبال(ج.)      | 2 (3)          |   |                |                |         |  |
|  | لاوس           | 2 (0)          |   |                |                |         |  |
|  |                |                |   |                |                |         |  |
|  |                |                |   |                | 15 نوفمبر 2016 |         |  |
|  |                |                |   |                | نيبال          | 1       |  |
|  |                | ماكاو          | 0 |                |                |         |  |
|  |                |                |   |                |                |         |  |
|  |                |                |   |                |                |         |  |
|  |                |                |   |                | المركز الثالث  |         |  |
|  | 12 نوفمبر 2016 | 12 نوفمبر 2016 |   | 14 نوفمبر 2016 | 14 نوفمبر 2016 |         |  |
|  | ماكاو(ج.)      | 1 (4)          |   | لاوس           | 3              |         |  |
|  | بروناي         | 1 (3)          |   |                | بروناي         | 2       |  |

### نصف النهائي
| نيبال                           | 2 - 2 | لاوس                                 |
| ------------------------------- | ----- | ------------------------------------ |
| زياسونغكام تشامباثونغ 18'، 117' | تقرير | بيمال ماغار 47' · انانتا تامانغ 104' |

| ماكاو             | 1 - 1 | بروناي             |
| ----------------- | ----- | ------------------ |
| ليونغ كا هانغ 59' | تقرير | محمد شاه رازين 27' |

### المركز الثالث
| لاوس                                                                       | 3 - 2 | بروناي                     |
| -------------------------------------------------------------------------- | ----- | -------------------------- |
| كيوفينغفيت ليثيديث 6' · سيثيديث كانثافونغ 53' · زياوسونغكام تشامباثونغ 82' | تقرير | محمد شاه رازين بن سعيد 29' |

### النهائي
| نيبال            | 1 - 0 | ماكاو |
| ---------------- | ----- | ----- |
| سوجال شريشثا 29' | تقرير |       |

بسبب انسحاب غوام وتعليق الكويت، قرر الاتحاد الآسيوي دعوة كل من نيبال وماكاو للدخول مرة أخرى في تصفيات كأس آسيا 2019 كبديلين من أجل الحفاظ على 24 فريقًا.

## مسجلي الأهداف
4 أهداف
- محمد شاه رازين
- زياسونغكام تشامباثونغ
- نيكولاس ماريو تاراو

هدفين
- ازوان علي
- كامفان سونثانالاي
- سيثيديث كانثافونغ
- ليونغ كا هانغ
- نارابالدو نيام اوسور
- بيمال ماغار

هدف
- آدي بن سعيد
- كوانتا سيفاونغثونغ
- كانثافونغ سيثيديث
- موكدا سوكسافاث
- تشوي وينغ هو
- لاو باك كين
- توغولدور مونك اردين
- أناتا تامانج
- ناوايوغ شريسثا
- بهارات خاواس
- كافيندو ايشان
- اسيكور الاوادين

## الفائز
| فائز بطولة كأس التضامن الآسيوي 2016 |
| ----------------------------------- |
| · نيبال · للمرة الأولى              |

## الوصيف
| الوصيف بطولة كأس التضامن الآسيوي 2016 |
| ------------------------------------- |
| · ماكاو · للمرة الأولى                |

## الثالث
| الثالث بطولة كأس التضامن الآسيوي 2016 |
| ------------------------------------- |
| · لاوس · للمرة الأولى                 |

## الرابع
| الرابع بطولة كأس التضامن الآسيوي 2016 |
| ------------------------------------- |
| · بروناي · للمرة الأولى               |

## جوائز البطولة
سلمت الجوائز التالية في ختام البطولة:
| أفضل هداف     | أفضل لاعب     | جائزة اللعب النظيف |
| ------------- | ------------- | ------------------ |
| شاهرازين سعيد | ليونغ كا هانغ | لاوس               |

## الترتيب النهائي
حسب الاتفاقية الإحصائية في كرة القدم، فإن المباريات التي تحسم في الوقت الإضافي يتم احتسابها كانتصارات وهزائم، بينما المباريات التي تحسم عن طريق ركلات الجزاء الترجيحية تحسب كتعادلات.
| م | الفريق          | لعب | ف | ت | خ | أ.له | أ.ع | أ.ف | نقاط | النتيجة النهائية |
| - | --------------- | --- | - | - | - | ---- | --- | --- | ---- | ---------------- |
| 1 | نيبال           | 4   | 2 | 2 | 0 | 6    | 2   | +4  | 8    | البطل            |
| 2 | ماكاو           | 5   | 2 | 2 | 1 | 8    | 5   | +3  | 8    | الوصيف           |
| 3 | لاوس            | 5   | 3 | 1 | 1 | 11   | 9   | +2  | 10   | مركز الثالث      |
| 4 | بروناي          | 4   | 1 | 1 | 2 | 7    | 7   | 0   | 4    | مركز الرابع      |
|   |                 |     |   |   |   |      |     |     |      |                  |
| 5 | منغوليا         | 3   | 1 | 0 | 2 | 3    | 5   | −2  | 3    | مرحلة المجموعات  |
| 6 | سريلانكا        | 3   | 0 | 1 | 2 | 2    | 5   | −3  | 1    | مرحلة المجموعات  |
| 7 | تيمور الشرقية   | 2   | 0 | 1 | 1 | 0    | 4   | −4  | 1    | مرحلة المجموعات  |
|   |                 |     |   |   |   |      |     |     |      |                  |
| 8 | باكستان (W, D)  | 0   | 0 | 0 | 0 | 0    | 0   | 0   | 0    | انسحبت           |
| 9 | بنغلاديش (W, D) | 0   | 0 | 0 | 0 | 0    | 0   | 0   | 0    | انسحبت           |

## روابط خارجية
- AFC Solidarity Cup
, the-AFC.com
- AFC Solidarity Cup 2016, stats.the-AFC.com